# كيدان (شيروان)
کیدان (بالفارسية: کیدان) هي مستوطنة تقع في إيران في قسم شیروان الريفي. يقدر عدد سكانها بـ 909 نسمة .